# Gachenbach
Gachenbach ist eine Gemeinde und ihr Hauptort im oberbayerischen Landkreis Neuburg-Schrobenhausen.

## Geographie
Die Gemeinde liegt in der Planungsregion Ingolstadt.

### Gemeindegliederung
Die Gemeinde hat 15 Gemeindeteile (in Klammern ist der Siedlungstyp angegeben):
- Birglbach (Einöde)
- Etzlberg (Einöde)
- Flammensbach (Einöde)
- Gachenbach (Kirchdorf)
- Habertshausen (Kirchdorf)
- Hardt (Einöde)
- Labersdorf (Einöde)
- Maria Beinberg (Wallfahrtskirche)
- Osterham (Dorf)
- Peutenhausen (Kirchdorf)
- Ried (Weiler)
- Sattelberg (Dorf)
- Spitalmühle (Einöde)
- Weilach (Pfarrdorf)
- Westerham (Dorf)

Es gibt die Gemarkungen Gachenbach, Peutenhausen, Sattelberg und Weilach.

### Fließgewässer
Das bedeutendste Fließgewässer der Gemeinde ist das Flüsschen Weilach, in das der Gachenbach mündet.

## Geschichte

### Verwaltungszugehörigkeit
Gachenbach gehörte zum Rentamt München und zum Landgericht Schrobenhausen im Kurfürstentum Bayern und war Sitz einer Obmannschaft. Im Zuge der Verwaltungsreformen im Königreich Bayern entstand mit dem Gemeindeedikt von 1818 die Gemeinde Gachenbach, zu der auch der seit dem 16. Jahrhundert viel besuchte Wallfahrtsort Maria Beinberg zählte.

### Gemeindefusion
In die Gemeinde Weilach (mit Gemeindeteil Hardt) wurde am 1. Januar 1971 die Gemeinde Sattelberg (mit Gemeindeteilen Birglbach und Ried) eingegliedert. Am 1. Juli 1972 nahm Weilach außerdem die Gemeindeteile Etzlberg, Flammensbach, Labersdorf und Spitalmühle der aufgelösten Gemeinde Weilenbach auf.
Am 1. Mai 1978 kam es zur Zusammenlegung der Gemeinden Gachenbach (mit Maria Beinberg), Peutenhausen (mit Gemeindeteilen Habertshausen, Osterham und Westerham) und der seit 1971/72 vergrößerten Gemeinde Weilach.

### Einwohnerentwicklung
Zwischen 1988 und 2018 wuchs die Gemeinde von 1863 auf 2515 um 652 Einwohner bzw. um 35 %.
- 1961: 1624 Einwohner
- 1970: 1654 Einwohner
- 1987: 1839 Einwohner
- 1991: 1951 Einwohner
- 1995: 2145 Einwohner
- 2000: 2221 Einwohner
- 2005: 2330 Einwohner
- 2010: 2350 Einwohner
- 2015: 2392 Einwohner
- 2019: 2537 Einwohner

Anfang November 2023 kündigte der Bürgermeister an, die beiden in der Gemeinde bestehenden Heime, in denen Asylbewerber untergebracht sind, zu schließen und anschließend abreißen lassen zu wollen.

## Politik
Die Gemeinde ist Mitglied der Verwaltungsgemeinschaft Schrobenhausen.

### Steuereinnahmen
Die Gemeindesteuereinnahmen betrugen im Jahr 2011 1.383.000 €, davon betrugen die Gewerbesteuereinnahmen 367.000 € netto.

### Bürgermeister seit 1978
Erster Bürgermeister ist seit 2008 Alfred Lengler (CSU); er wurde bei den Wahlen am 16. März 2014 und 15. März 2020 jeweils im Amt bestätigt.
- Jakob Bitscher (CSU): 1978–2008
- Alfred Lengler (CSU): seit 2008

### Gemeinderat
Von den 14 Sitzen entfallen in der Amtszeit von Mai 2020 bis April 2026 (unverändert gegenüber den Wahlperioden 2008–2014 und 2014–2020) auf:
- Freie Wähler Gachenbach (FWG): 6 Sitze
- CSU/Bürgerblock: 5 Sitze
- Die Neue Liste: 3 Sitze

### Wappen
| Wappen von Gachenbach | Blasonierung: „In Silber unter einer schwebenden blauen Krone einen hohen, kegelförmigen Berg, der im Fuß mit einem goldenen Wellenbalken belegt ist.“ |
| Wappen von Gachenbach | Wappenbegründung: Der kegelförmige Berg mit der darüber schwebenden Marienkrone bezieht sich auf die seit dem 16. Jahrhundert viel besuchte und weithin sichtbare Wallfahrtskirche Maria Beinberg, die der Mittelpunkt und das Wahrzeichen der 1978 aus den ehemals selbstständigen Gemeinden Gachenbach, Peutenhausen und Weilach gebildeten Gemeinde Gachenbach ist. Der „gache“ (steile) Berg ergibt in Verbindung mit dem für das Grundwort „-bach“ stehenden Wellenbalken im Schildfuß ein vollständig für den Gemeindenamen Gachenbach redendes Bild. Die Farben Silber und Blau im Wappen erinnern an die über Jahrhunderte prägende Landesherrschaft des Hauses Wittelsbach, das auch als Grundherrschaft (Kastenamt Aichach) von Bedeutung war. Dieses Wappen wird seit 1967 geführt. |

## Kultur und Sehenswürdigkeiten
- Wallfahrtskirche Maria Beinberg

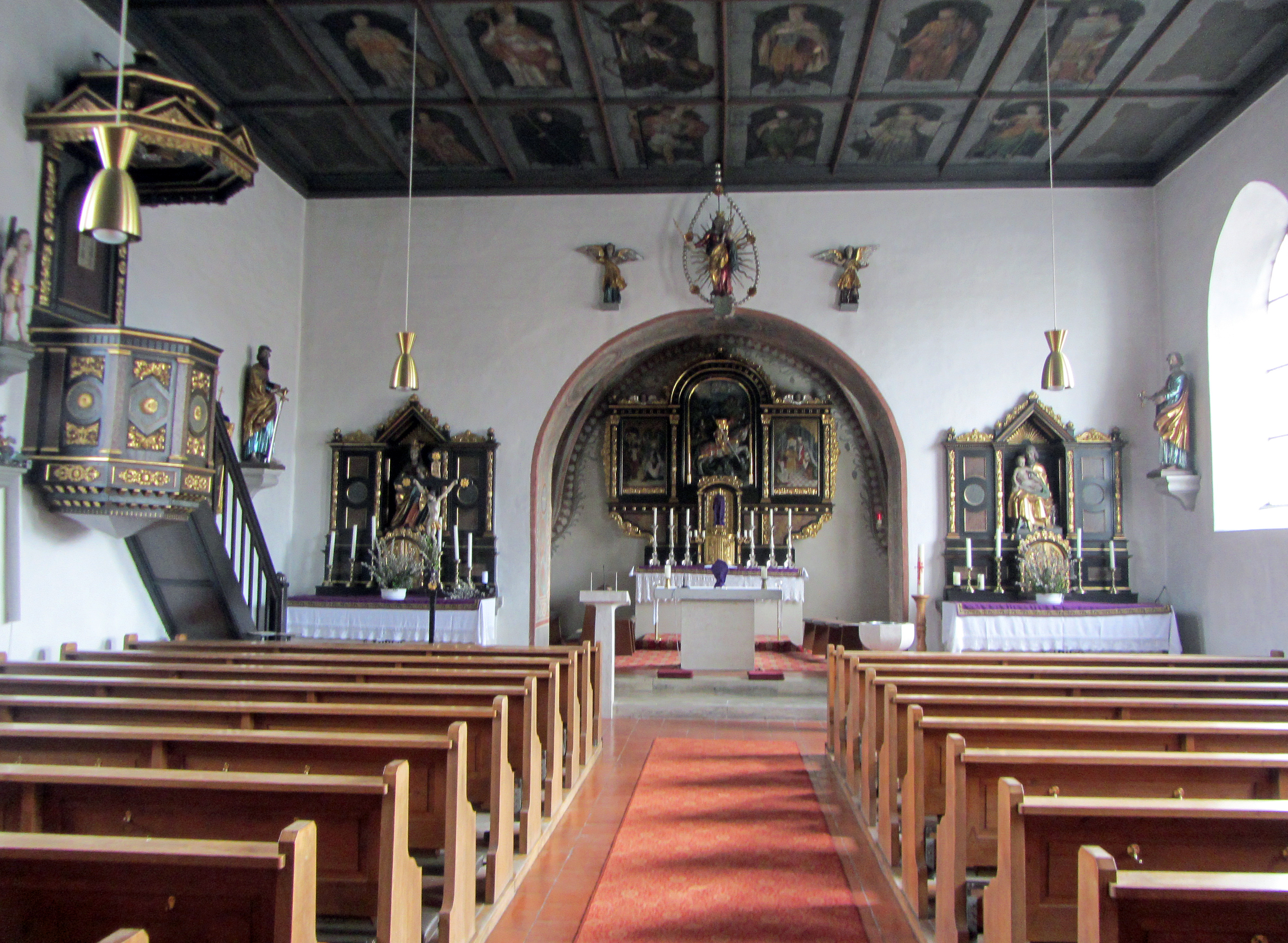
Innenraum von St. Georg (Gachenbach)

- Die Kirche St. Georg in Gachenbach, eine Filiale von Weilach, ist vermutlich die älteste Kirche im Raum Schrobenhausen. Errichtet im 12. Jahrhundert finden sich romanische Architekturmerkmale wieder. Es finden sich Wandgemälde aus dem 14. Jahrhundert und der Hochaltar ist mit Gemälden aus dem 15. Jahrhundert ausgestattet. Besonders beeindruckend ist die flache Holzdecke aus dem späten 17. Jahrhundert, die 1859 von Balthasar Kraft bemalt wurde. Es werden im Zentrum die heilige Maria, und um sie herum die vierzehn Nothelfer und zahlreiche Heilige und Kirchenväter dargestellt. Im Gegensatz zur prunkvollen Ausstattung der nahegelegenen Wallfahrtskirche Maria Beinberg wirkt St. Georg in Gachenbach eher bescheiden und schlicht, jedoch ist die Ausstattung und die Architektur in der Schrobenhausener Gegend einzigartig.
- Der Ortsfriedhof der Kirche St. Georg wurde im Jahre 2020 im Friedhofsprojekt des Bayerischen Landesvereins für Familienkunde fotografiert.[12] Fast 500 Grabinschriften sind abrufbar.[13]

## Baudenkmäler

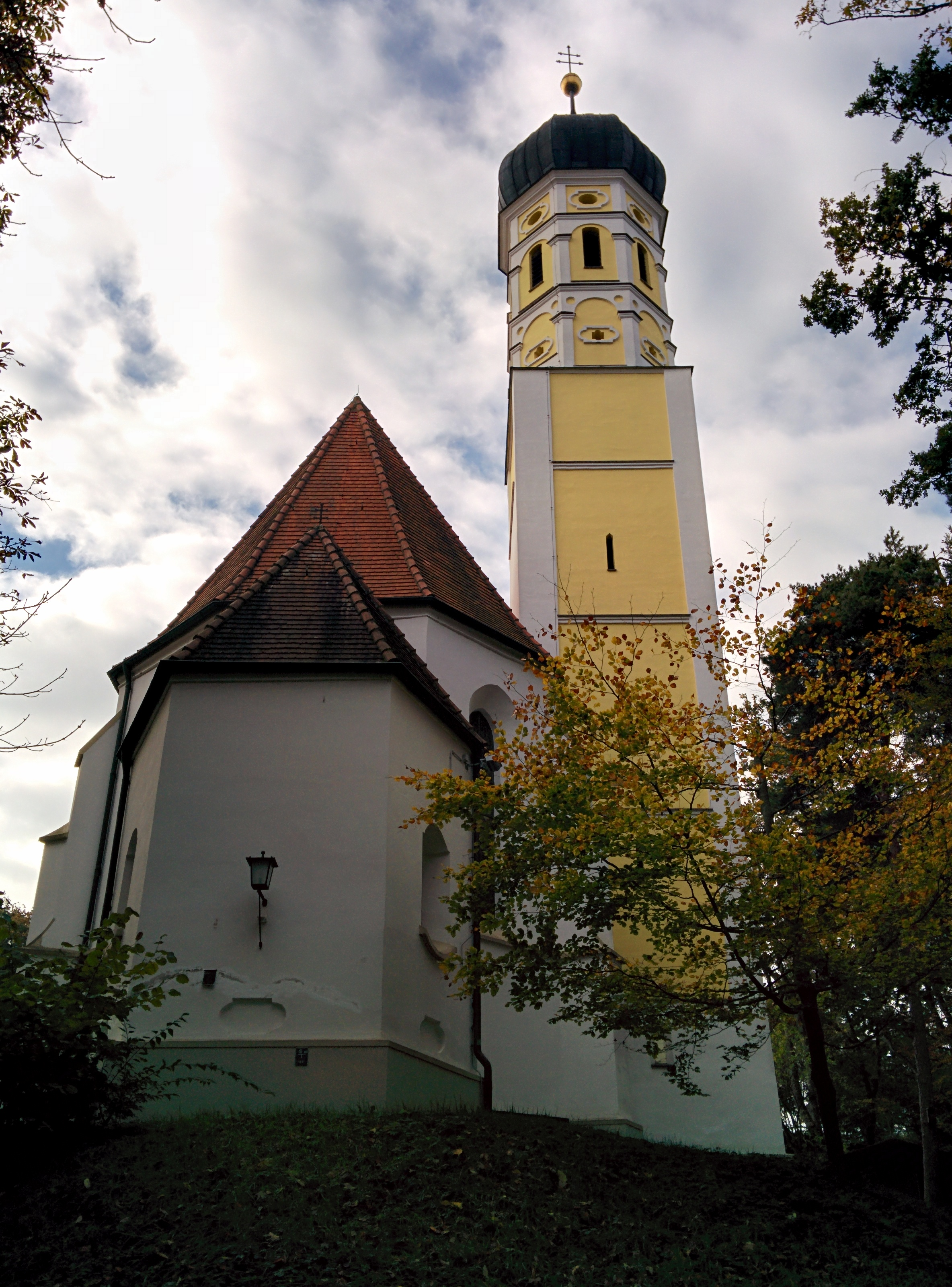
Wallfahrtskirche Maria Beinberg

## Wirtschaft und Infrastruktur

### Wirtschaft einschließlich Land- und Forstwirtschaft
2017 gab es in der Gemeinde 451 sozialversicherungspflichtige Arbeitsplätze. Von der Wohnbevölkerung standen 1020 Personen in einem versicherungspflichtigen Beschäftigungsverhältnis. Damit war die Zahl der Auspendler um 569 Personen größer als die der Einpendler. 22 Einwohner waren arbeitslos. 2016 gab es 62 landwirtschaftliche Betriebe, die eine Fläche von 2518 ha bewirtschafteten. 532 ha des Gemeindegebietes waren bewaldet.

### Verkehr
Zwischen den Gemeindeteilen Gachenbach und Peutenhausen verläuft die B 300, womit eine schnelle Anbindung an die Autobahnen 8 und 9 gegeben ist.

### Bildung
In der Gemeinde gibt es
- eine Kindertagesstätte mit 100 Plätzen und 105 betreuten Kindern (Stand 1. März 2018) und
- die Grundschule Gachenbach mit sieben Lehrkräften und 116 Schülern (Schuljahr 2019/2020).[14]

### Medien
Im Gemeindegebiet werden unter anderem die Aichacher Zeitung, die Neuburger Rundschau und die Schrobenhausener Zeitung angeboten.

## Vereine
Freiwillige Feuerwehren: Die Gemeindeteile Gachenbach, Weilach und Peutenhausen verfügen jeweils über ein Feuerwehrfahrzeug. In Gachenbach ist das Fahrzeug LF 8/6 mit dem Rettungsspreizer und dem Atemschutz stationiert.
Fußball: Im Gemeindeteil Weilach existiert der Fußballverein TSV Weilach. Dieser besteht aus einer Fußballabteilung, einer Tennisabteilung, einer Stockschützenabteilung und einer Gymnastikabteilung.
Schützenvereine: Es gibt drei Schützenvereine: Edelweiß Weilach, Hubertus Gachenbach und die Sportschützen aus Peutenhausen. Alle drei Vereine haben Luftgewehr- und Luftpistolen-Mannschaften.
Stockschützen: In den drei oben genannten Gemeindeteile gibt es jeweils einen Stockschützenclub.
Sonstige Vereine: Krieger- und Soldatenvereine, Skiclub Peutenhausen, Stopselclub, Gartenbauverein Gachenbach, Schnupfclub Peutenhausen, Burschen- und Madlverein Weilach und Bauwägen.